# Batalla de Mbwila
La batalla d'Ambuíla (o batalla de Mbwila) va ser un decisiu enfrontament militar succeït el 29 d'octubre de 1665 entre les forces del regne de Portugal i el regne del Congo. El rei António I del Congo va resultar derrotat i decapitat.

## Antecedents
Encara que tots dos regnes eren socis comercials i havien realitzat un intens intercanvi cultural durant tot el segle XVI l'establiment d'una colònia lusitana a Angola en 1575 va empitjorar les relacions. Els congolesos es van convertir al cristianisme i seguint el model europeu, van crear un exèrcit permanent de 5.000 homes (500 d'ells eren mosqueters mercenaris). El Congo inicialment va recolzar l'expansió portuguesa, enviant un exèrcit a ajudar el governador portuguès Paulo Dias de Novais en la conquesta del veí regne de Ndongo en 1579. Lentament el poder portuguès a l'àrea es va ser consolidant i augmentant fins que es va convertir en una amenaça per als congolesos.
Entre 1620 i 1621 l'exèrcit portuguès al comandament de Manuel Cerveira Pereira va partir de Luanda i conquistà el Regne de Benguela. En la campanya van morir 800 portuguesos i 40.000 africans. Els benguelans van mobilitzar uns 20.000 guerrers intentant resistir-los. Després de la seva victòria els colons portuguesos es van tornar la potència més forta de la regió i en una clara amenaça per als seus veïns que van començar a témer al seu ja clar desig expansionista.
Posteriorment les relacions es van trencar definitivament quan en 1622 un exèrcit lusità va envair el sud del Congo i va derrotar les forces locals a Mbumbi. El rei congolès Pedro II Alfonso va derrotar la invasió a Mbamba.
Posteriorment el regne del Congo es va aliar amb els holandesos per expulsar els portuguesos d'Angola, en 1641 els holandesos van prendre Luanda però van ser derrotats para 1648.
En els anys posteriors a la derrota dels holandesos els governadors d'Angola tractant d'enfortir el comerç d'esclaus i venjar-se dels congolesos van portar una agressiva política exterior, incloent atacs contra els regnes semi-independents situats entre Angola i Congo, a la regió de Dembos. A la llarga tots dos regnes reclamaven sobirania sobre aquest territori. El rei congolès António I inici una agressiva política exterior, aliant-se amb els espanyols persuadint als caps de Dembos d'unir-se-li amb la promesa de rebre ajuda espanyola. Finalment en 1665 en un d'aquests petits estats, el d'Ambuíla, va esclatar una lluita successòria en la qual les diferents faccions van demanar ajuda a Portugal i Congo que van enviar els seus exèrcits a la guerra.

## Batalla
El nucli de l'exèrcit lusitano, comandat per Luis Lopes de Sequeira, estava format per 450 mosqueters i dues peces d'artilleria. A aquests se'ls sumaven milers de criolls i indígenes brasilers i guerrers africans imbangales, sumant un total de fins a 15.000 homes. L'exèrcit congolès incloïa 15.000 arquers i camperols més 5.000 infants pesats armats amb llances i escuts a més d'un regiment de 380 mosqueters, 29 d'ells portuguesos, al comandament de Pedro Dias de Cabral (incloent un contingent de 200 castellans). Les fonts de l'època parlen de més de 100.000 guerrers congolesos, 190 mosqueters i una companyia de mercenaris blancs més 150.000 no combatents acompanyant a l'exèrcit.
Tots dos exèrcits estaven operant a certa distància de les seves bases. Havien marxat diversos dies seguint el riu Ulanga fins a arribar al sud d'Ambuíla. A l'est del camp de batalla hi havia muntanyes escarpades i el riu, i pujols a l'oest d'est. Les forces portugueses van prendre posicions entre ambdues regions amb una formació en forma de diamant, van situar als africans aliats en els seus flancs i els mosqueters al centre amb la seva artilleria i una reserva de guerrers africans. Els congolesos van avançar cap a les posicions lusitanes amb una avantguarda seguida de tres divisions d'infanteria, amb arquers i infants pesats en els flancs i una reserva al comandament del duc de Bengo. En les primeres fases de la batalla es va donar una feroç lluita entre els arquers enemics i la infanteria congolesa atacà als mosqueters portuguesos que foren rebutjats en diversos intents, en l'últim dels quals el rei António I va resultar mort. Després de la mort del seu rei la majoria dels congolesos van trencar files i van fugir evitant ser massacrats per l'encertada intervenció de la reserva.

## Conseqüències
Portugal va obtenir el vassallatge d'Isabel, la regent d'Ambuíla, qui no va poder exercir major autoritat una vegada retirada les forces dels seus aliats. La victòria els va donar la perfecta oportunitat d'expandir el seu comerç d'esclaus, arribant a exportar més de 15.000 anuals des del regne del Congo. En 1693 es va haver de donar una nova intervenció portuguesa a la regió. Per al regne del Congo el principal efecte va ser que a l'absència d'un hereu immediat del seu rei es va iniciar una guerra civil que durà mitjà segle (1665-1709).